# Ошурков, Михаил Фёдорович
Михаи́л Фёдорович Ошурко́в (18 ноября 1906, Москва — 28 ноября 1995, Москва) — советский оператор и режиссёр документального кино, фронтовой кинооператор в годы Великой Отечественной войны. Народный артист РСФСР (1979), заслуженный деятель искусств РСФСР (1950), лауреат четырёх Сталинских (1942, 1948, 1949, 1950) и Государственной премии СССР (1969).

## Биография
Родился 5 (18) ноября 1906 год в Москве. Окончил трудовую школу-девятилетку в 1924 году. Обучался на оператора в Государственном техникуме кинематографии, параллельно работал на кинофабрике «Госвоенкино» лаборантом. После окончания учёбы в 1928 году стал оператором на московской кинофабрике «Совкино» (в дальнейшем — ЦСДФ). С 1933 года преподавал во ВГИКе операторское искусство. В 20—30-х годах снимал фильмы, посвящённые строительству социализма. Участник Советско-финляндской войны (1939—1940). 
В годы Великой Отечественной войны — руководитель фронтовых киногрупп, фронтовой кинооператор. В январе 1945 года вместе с А. Воронцовым стал первым кинооператором, запечатлевшим ужасы Освенцима; эти материалы послужили основой обвинения нацистских преступников на Нюрнбергском процессе. Снимал уличные бои за взятие Бреслау (Вроцлав), Берлина, освобождение Чехословакии. 2 сентября 1945 года на борту линкора «Миссури» снимал подписание акта о капитуляции Японии.
Автор около 1000 сюжетов для кинопериодики: «Дружба», «Железнодорожник», «Московская кинохроника», «Наука и техника», «Новости дня», «Пионерия», «Советский спорт», «Советское искусство», «Советское кино», «Социалистическая деревня», «Союзкиножурнал», «СССР сегодня» и других.
Член Союза кинематографистов СССР (Москва) с 1957 года, член КПСС с 1958 года.
Скончался 28 ноября 1995 года в Москве. Похоронен на Ваганьковском кладбище.

### Семья
Жена — Елизавета Георгиевна Ошуркова (Петухова; 1910—1995). Дочь — Ирина Ошуркова, окончила исторический факультет МГУ имени Н. В. Ломоносова.

## Фильмография
Оператор
- 1928 — Похороны Пакстона Гиббена
- 1928 — Север
- 1930 — Малоземельная тундра
- 1930 — Подмосковный гигант (совм. с М. Лифшицем)
- 1931 — Бернард Шоу в колхозе (совм. с Стекольниковым)
- 1931 — Красный спорт (совм. с И. Беляковым, В. Ешуриным, М. Лифшицем)
- 1932 — А. М. Горький на даче (совм. с Р. Карменом, И. Беляковым)
- 1932 — Дневник искусств (совм. с Р. Карменом)
- 1932 — Днепрогэс (совм. с А. Богоровым)
- 1932 — Наш Горький (совм. с И. Беляковым)
- 1932 — Пионерский поход
- 1932 — Спартакиада «Урало-Кузбасса»
- 1932 — Стан-700
- 1932 — Страна требует угля
- 1932 — Что не нравится господину Рябушинскому (совм. с С. Гусевым, Б. Макасеевым)
- 1933 — Динамо (совм. с Н. Степановым)
- 1934 — Имени Сталина (совм. с К. Писанко)
- 1934 — Инженеры человеческих душ (совм. с Н. Самгиным, С. Сегалем)
- 1934 — Обновлённая земля (совм. с К. Сидоровым)
- 1935 — 2-го мая на Центральном аэродроме (совм. с И. Беляковым, Н. Вихиревым, С. Гусевым, А. Лебедевым)
- 1935 — VII Всесоюзный съезд Советов (совм. с Б. Цейтлиным, С. Коганом)
- 1935 — Борьба за Киев (совм. с группой операторов)
- 1935 — День авиации (совм. с группой операторов)
- 1935 — Куйбышев (совм. с Б. Цейтлиным)
- 1935 — Лаваль прибыл в СССР (совм. с группой операторов)
- 1935 — Праздник Советской Белоруссии (совм. с Н. Теплухиным, М. Беровым, И. Вейнеровичем, В. Цитроном)
- 1935 — Прибытие А. Идена в Москву. Приём И. В. Сталиным А. Идена (совм. с Н. Вихиревым, Р. Карменом, В. Пятовым, О. Рейзман, В. Соловьёвым)
- 1935 — Против войны и фашизма (совм. с С. Семёновым, И. Беляковым, С. Гусевым)
- 1935 — Рулевой Коминтерна — Георгий Димитров (совм. с С. Семёновым)
- 1935 — С. М. Киров (совм. с группой операторов)
- 1935 — Счастливая юность (совм. с группой операторов)
- 1936 — X-й съезд ВЛКСМ (совм. с группой операторов)
- 1936 — Орденоносная Абхазия
- 1937 — Московская орденоносная (совм. с М. Глидером, Э. Тросманом, П. Лампрехтом)
- 1937 — Полёт героев (совм. с В. Доброницким, С. Семёновым)
- 1938 — Клавдия Сахарова (совм. с В. Соловьёвым)
- 1938 — Песня молодости (совм. с В. Доброницким, В. Беляевым, И. Авербахом)
- 1938 — Серго Орджоникидзе (совм. с И. Беляковым, В. Доброницким, В. Соловьёвым, А. Жибегишвилли)
- 1938 — У южных границ (совм. с В. Доброницким)
- 1939 — Великая присяга (совм. с группой операторов)
- 1939 — Двадцать пятый МЮД (совм. с И. Беляковым, С. Гусевым, Р. Карменом, С. Семёновым)
- 1939 — Песни и пляски горняков Донбасса (совм. с С. Семёновым)
- 1940 — День нового мира (совм. с группой операторов)
- 1940 — Наше кино (совм. с М. Трояновским, Е. Мухиным)
- 1940 — С трибуны Внеочередной IV сессии Верховного Совета СССР (1-го созыва) (совм. с И. Беляковым, А. Брантманом, В. Штатландом)
- 1942 — 69-я параллель (совм. с Г. Донцом, В. Мищенко, Ф. Овсянниковым, С. Урусевским)
- 1942 — XXV-ый Октябрь (совм. с И. Беляковым, С. Гусевым, Р. Карменом, С. Семёновым)
- 1942 — День войны (совм. с группой операторов)
- 1943 — Конференция трёх министров (совм. с группой операторов)
- 1944 — Победа на Правобережной Украине (совм. с группой операторов)
- 1945 — XXVIII-й Октябрь (совм. с группой операторов)
- 1945 — Берлин (совм. с группой операторов)
- 1945 — В Верхней Силезии (совм. с группой операторов)
- 1945 — Освенцим (совм. с Н. Быковым, К. Кутуб-Заде, А. Павловым, А. Воронцовым)
- 1945 — Освобождённая Чехословакия (совм. с группой операторов)
- 1945 — Парад Победы (совм. с группой операторов)
- 1945 — Разгром Японии (совм. с группой операторов)
- 1946 — «Красная Звезда» (Югославия) — «ЦДКА» (Москва) (совм. с М. Посельским, С. Школьниковым)
- 1946 — Молодость нашей страны (совм. с В. Доброницким, С. Семёновым, М. Трояновским, Н. Вихиревым)
- 1946 — Парад молодости
- 1947 — В день выборов (совм. с группой операторов)
- 1947 — В Париже (совм. с В. Ешуриным)
- 1947 — Всесоюзный парад физкультурников 1947 г. (совм. с группой операторов)
- 1947 — День победившей страны (совм. с группой операторов)
- 1948 — День воздушного флота СССР (совм. с группой операторов)
- 1949 — 1 Мая 1949 года (совм. с группой операторов)
- 1949 — День Воздушного флота СССР (совм. с И. Беляковым, Б. Макасеевым, В. Ешуриным, Н. Вихиревым)
- 1949 — Матч дружбы (совм. с группой операторов)
- 1949 — Молодые строители коммунизма (совм. с группой операторов)
- 1949 — Пребывание албанской делегации в СССР (совм. с группой операторов)
- 1949 — Слово 28 миллионов (совм. с группой операторов)
- 1950 — 30 лет советского кино
- 1950 — Первенство мира по конькам (совм. с группой операторов)
- 1951 — День Воздушного флота СССР (совм. с группой операторов)
- 1951 — Матчи дружбы (совм. с В. Ешуриным, И. Сокольниковым, В. Штатландом, А. Щекутьевым)
- 1951 — На арене цирка (совм. с С. Семёновым, Е. Мухиным)
- 1951 — Китайский цирк (совм. с С. Семёновым)
- 1951 — Юбилей Большого театра (совм. с группой операторов)
- 1952 — День воздушного флота СССР (совм. с группой операторов)
- 1952 — Товарищеские встречи советских и болгарских футболистов (совм. с группой операторов)
- 1953 — Великое прощание (совм. с группой операторов; на экраны не вышел)
- 1953 — Международные встречи футболистов СССР и Австрии (совм. с группой операторов)
- 1953 — Состязания футболистов СССР — Индия (совм. с группой операторов)
- 1953 — Товарищеские встречи советских и шведских футболистов (совм. с группой операторов)
- 1954 — Жиронда (Франция) — Динамо (Москва) (совм. с группой операторов)
- 1954 — Международные соревнования лыжников (совм. с группой операторов)
- 1955 — Международные соревнования легкоатлетов (совм. с группой операторов)
- 1955 — Переговоры между правительственными делегациями Советского Союза и Германской Федеральной Республики (совм. с В. Киселёвым, В. Ходяковым, А. Щекутьевым, Семёновым)
- 1955 — Пребывание президента Финляндской республики Паасикиви в Москве (совм. с В. Киселёвым, К. Пискарёвым, С. Семёновым, В. Ходяковым)
- 1955 — Премьер-министр Бирманского Союза У Ну в СССР (совм. с группой операторов)
- 1955 — Чемпионы мира по футболу в Москве (совм. с группой операторов)
- 1956 — VII Зимние Олимпийские игры (совм. с Ю. Леонгардтом)
- 1956 — Олимпийские игры в Мельбурне
- 1957 — Арена дружбы (совм. с А. Лебедевым, И. Михеевым, А. Щекутьевым)
- 1957 — В Москве фестивальной (совм. с О. Лебедевым, И. Пановым)
- 1958 — Богатая осень (совм. с группой операторов)
- 1958 — Зимний праздник (совм. с группой операторов)
- 1958 — Победа советских конькобежцев (совм. с О. Лебедевым)
- 1958 — Праздник мужества (совм. с группой операторов)
- 1960 — Пять колец над Римом (совм. с Ю. Монгловским, Ю. Леонгартом, Б. Головнёй, Д. Гасюком)
- 1961 — Матч столетия (совм. с группой операторов)
- 1961 — Могучие крылья (совм. с группой операторов)
- 1961 — Первый рейс к звёздам (совм. с группой операторов)
- 1962 — Шаги большой гимнастики (совм. с группой операторов)
- 1965 — На земле, в небесах и на море (совм. с группой операторов)
- 1966 — Встреча в Ташкенте (совм. с И. Филатовым)
- 1967 — Крылья Октября (совм. с К. Дурновым, А. Хавчиным, Л. Михайловым)
- 1968 — Народа верные сыны
- 1968 — Олимпийский Гренобль (совм. с Ю. Леонгардтом, Г. Серовым)
- 1968 — Служу Советскому Союзу (совм. с группой операторов)
- 1969 — Визит Н. В. Подгорного в Алжир (совм. с Е. Аккуратовым)
- 1969 — Визит Н. В. Подгорного в Марокко (совм. с Е. Аккуратовым)
- 1974 — Юбилей науки
- 1977 — Великая армия труда
- 1980 — Баллада о спорте
- 1981 — О спорт, ты — мир! (совм. с группой операторов)

Режиссёр
- 1932 — Пионерский поход
- 1932 — Спартакиада «Урало-Кузбасса»
- 1939 — Кубок СССР
- 1939 — Приём в ГИК (совм. с Р. Гиковым)
- 1942 — 69-я параллель (совм. с В. Беляевым)
- 1951 — Матчи дружбы (совм. с Б. Вейландом)
- 1954 — Международные соревнования лыжников
- 1956 — VII Зимние Олимпийские игры

## Награды и премии
- Сталинская премия второй степени (1942) — за фильм «День нового мира» (1940)[6]
- Сталинская премия первой степени (1948) — за цветной фильм «День воздушного флота СССР» (1948)
- Сталинская премия первой степени (1949) — за цветной фильм «День воздушного флота СССР» (1949)[7]
- Сталинская премия второй степени (1950) — за цветной фильм «День воздушного флота СССР» (1950)
- Государственная премия СССР (1969) — за фильмы «Служу Советскому Союзу» (1968) и «Народа верные сыны» (1968)
- народный артист РСФСР (21.12.1979)
- заслуженный деятель искусств РСФСР (06.03.1950)
- орден Красного Знамени (14.4.1945)
- два ордена Отечественной войны I степени (11.1.1943; 6.11.1985)
- орден Отечественной войны II степени (22.9.1944; был представлен к ордену Отечественной войны I степени)
- орден Трудового Красного Знамени (15.9.1948)
- медали
- Отличник физической культуры и спорта СССР (1961[8])